# 伊吹剛
伊吹 剛（いぶき ごう、1949年8月28日 - ）は、日本の俳優。岡山県小田郡矢掛町出身。所属事務所はカートプロモーション。

## 来歴・人物
岡山県立笠岡商業高等学校卒業 後、京都の会社に就職。一年上の先輩とともに場外馬券場に行った時に大映ニューフェイスの募集ポスターを見つけ、撮影見学が出来ると思い応募したところ合格。「伊吹 新吾」（いぶき しんご）の芸名で大映京都撮影所第6期ニューフェイスとしてデビューした。同期は東京撮影所に採用された速水亮がおり、速水とは1971年の映画『海兵四号生徒』で、ともに本映画で重要な役柄となる海軍の模範生徒役に抜擢（）された。
大映の倒産後は俳優を辞めることも考えたが、建設会社で働きながら活動を続けた。当時『木枯し紋次郎』のオープニングで中村敦夫の吹き替えを演じたこともあった。
その後は主に関西で活動し、NHK朝の連続テレビ小説『火の国に』出演を機に芸名を「伊吹 剛」に改める。それを観た当時の東映プロデューサー・近藤照男の目に留まり『Gメン'75』のレギュラーに抜擢され。中屋刑事役で第105話から第306話まで出演。また『Gメン』後半には『斬り捨て御免!』『鬼平犯科帳』にレギュラー出演し、京都と大船との往復が続いたため疲労困憊状態になり、居眠り運転で危うく死にかけたことがあった。
『Gメン』降板後は時代劇の出演がメインとなり、京都での仕事が増えた。これは刑事役のイメージが強いため、髷を被った方がイメージが変わるだろうという思惑からとのこと。特撮テレビドラマに何度かゲスト出演しているが、『Gメン』で監督を務めていた堀長文から乞われての出演だった。『仮面ライダーBLACK』に出演した際は、鳥羽一郎の息子から尊敬されたという。
近年は時代劇で悪役、善役に出演し、Vシネマでは暴力団幹部役を多く演じている。
特技は、柔道、乗馬。

## 出演

### テレビドラマ
伊吹新吾 名義
- 火曜日の女シリーズ あの子が死んだ朝（1972年、NTV）
- 木枯し紋次郎 第8話「一里塚に風を断つ」 他（1972年、CX / C.A.L）
- 必殺シリーズ （ABC / 松竹）
  - 必殺仕掛人（1972年）
    - 第2話「暗闘仕掛人殺し」 - 半次郎
    - 第11話「大奥女中殺し」 - 伊賀者 尾瀬
    - 第19話「理想に仕掛けろ」 - 隊士

  - 助け人走る 第25話「逃亡大商売」、第26話「凶運大見料」、第36話「解散大始末」（1974年） - 弓坂の庄八[注釈 1]
  - 暗闇仕留人 第18話「世のためにて候」（1974年） - 与之吉
  - 必殺必中仕事屋稼業（1975年）
    - 第1話「出たとこ勝負」 - 伊之
    - 第10話「売られて勝負」 - 伊三
    - 第15話「大当たりで勝負」 - 寅

  - 必殺仕置屋稼業 第27話「一筆啓上 大奥が見えた」 （1976年） - 竹次郎
  - 必殺仕業人 第10話「あんたこの宿命をどう思う」（1976年） - 伊平
- 新諸国物語 笛吹童子 （1972年、TBS / 大映テレビ） - 風魔影郎太
- 水戸黄門 第4部 第31話「仇討無用 -日光-」（1973年、TBS / C.A.L） - やくざ
- 狼・無頼控 第20話「血ぬられた発禁本」（1974年、MBS / 映像京都）
- おしどり右京捕物車 第4話「妖」（1974年、ABC / 松竹） - 平太
- 江戸を斬るII 第22話「娘目明し」（1975年、TBS / C.A.L）- 喜助
- 斬り抜ける 第15話「城中乱入」（1975年、ABC / 松竹） - 玉井主馬
- 座頭市物語 （CX / 勝プロ）
  - 第8話「忘れじの花」（1974年）
  - 第20話「女親分と狼たち」（1975年） - 辰次
- 影同心II 第24話「そして影は去った!!」（1976年、MBS / 東映） - 弥吉

伊吹剛 名義
- 連続テレビ小説 / 火の国に（1976年、NHK） - 桜木史郎
- 愛人関係（1977年、MBS）
- Gメン'75 第105話「香港−マカオ警官ギャング」- 第306話「サヨナラGメンの若き獅子たち!」（1977年5月21日 - 1981年4月18日、TBS / 東映） - 中屋武刑事（後に警部補）
- 斬り捨て御免!（1980年、12ch / 歌舞伎座テレビ） - 松波蔵人
- 鬼平犯科帳（1980年、ANB） - 沢田小平次
- 鬼平犯科帳 第2シリーズ 第21話「おれの弟」（1981年、テレビ朝日 / 東宝） - 滝口丈助
- それからの武蔵（1981年、東京12チャンネル / 中村プロダクション） - 氏井孫四郎
- 暴れん坊将軍（ANB/ 東映）
  - 吉宗評判記 暴れん坊将軍
    - 第171話「裏切者に熱き涙を」（1981年） - 朝倉隼人
    - 第201話「酔いどれ十手一番手柄」（1982年） - 万次郎

  - 暴れん坊将軍II
    - 第16話「鬼が棲む浮世風呂」（1983年） - 矢沢政之進
    - 第44話「必殺! 顔のない男」（1984年） - 与平次
    - 第84話「命みじかく 燃やせ初恋!」（1984年） - 清太郎
    - 第112話「新様まいる、おてふ恋日記」（1985年） - 袈裟三
    - 第147話「つめたい春の夫婦花!」（1986年） - 松井助四郎
    - 第179話「箱根八里の鬼退治!」（1986年） - 水野右近

  - 暴れん坊将軍III
    - 第19話「知らぬが仏の紙風船」（1988年） - 暗闇の矢平次
    - 第89話「少年は見た 将軍を!」（1989年） - 定吉
    - 第119話「大江戸めおと花火」（1990年） - 清吉

  - 暴れん坊将軍IV
    - 第3話「春の嵐、江戸城刃傷事件」（1991年） - 市原千蔵
    - 第73話「誘拐! 乙女涙の初恋」（1992年） - 次郎太

  - 暴れん坊将軍VI
    - 第2話「標的は将軍様」（1994年） - 和助
    - 第43話「八丁堀情話 悪名の女!」（1995年） - 蜂屋熊之助

  - 暴れん坊将軍IX 第6話「だまされた男 芸者の吐息に仕掛けられた罠」（1998年） - 板倉修理介
  - 暴れん坊将軍XI 第2話「め組から消えた少女」（2001年） - 的場伝右衛門
  - 暴れん坊将軍XII 第8話「大岡越前切腹!! 吉宗、苦悩の決断!」（2002年） - 佐々木伊賀介
- 江戸の用心棒 第15話「喪服の花嫁」（1981年、CX / 東宝、映像京都） - 田村清太郎
- ザ・ハングマン 第38話「KO強盗をKOせよ」（1981年、ABC / 松竹芸能） - 高木真二（元プロボクサー・ジョー高木）
- 桃太郎侍 第258話「さらば桃太郎」（1981年、NTV / 東映） - 風魔小四郎
- 長七郎天下ご免! （ANB）
  - 第77話「三万両の焦熱地獄」（1981年） - 牧村源三郎
  - 第100話「男いのちの恋三味線」（1981年） - 三浦政之助
- 影の軍団II 第20話「女風呂異変・謎の手形」（1982年、KTV / 東映） - 弥藤次
- 文吾捕物帳 第26話「ろくでなしの涙」（1982年、ANB / 三船プロ）
- 竜馬がゆく（1982年、TX） - 三吉慎蔵
- 大江戸捜査網（TX / 三船プロ）
  - 第541話「飛脚屋殺し 白い肌の裏切り」（1982年） - 宇之吉
  - 第558話「女が燃えた! 非情の用心棒」（1982年） - 秋月左近
- 源九郎旅日記 葵の暴れん坊（ANB / 東映）
  - 第4話「花の湯の宿 隠れ里」（1982年） - 直次郎
  - 最終話「はばたけ! あの雲の彼方へ!」（1983年） - 伊三郎
- 水戸黄門（TBS / C.A.L）
  - 第13部 第26話「六十余州は日本晴れ -鹿児島・水戸-」（1983年4月11日） - 有村大三郎
  - 第14部 第18話「人情紅花夫婦染 -米沢-」（1984年2月27日） - 梶浦菊馬
  - 第15部
    - 第15話「願い叶えた鯉のぼり -大竹-」（1985年5月6日） - 雄次
    - 第33話「わしは天下の占い師 -小諸-」（1985年9月9日） - 木村新次郎

  - 第16部 第34話「恐怖の隠密狩り -二本松-」（1986年12月15日） - 巽新治郞
  - 第17部 第3話「炎に浮かぶ凶賊の罠 -甲府-」（1987年9月14日） - 杉野三郎太
  - 第19部 第16話「鬼が巣喰う金の山 -佐渡-」（1990年1月15日） - 時田治三郎
  - 第20部
    - 第11話「陰謀渦巻く高松城 -高松-」（1991年1月21日） - 樋口新之丞
    - 第24話「嫁の真心 豊後竹人形 -別府-」（1991年4月22日） - 房吉
    - 第39話「八兵衛そっくりお殿様 -久保田-」（1991年8月5日） - 河合洋之助

  - 第21部
    - 第9話「密命帯びた忍び妻 -杵築-」（1992年6月1日） - 又二郎
    - 第29話「狙われた御用金 -高崎-」（1992年10月19日） - 有村笙三郎

  - 第22部 第2話「旅のはじめの鬼退治 -佐倉-」（1993年5月24日） - 栄次
  - 第23部 第38話「悪が群がる御用金 -甲府-」（1995年5月1日） - 小松原金吾
  - 第24部 第30話「欲望渦巻くお留山 -秋田-」（1996年4月22日） - 高桑重次郎
  - 第25部 第20話「愛を探した忍びの女 -大田-」（1997年5月12日） - 峯吉
  - 第26部 第9話「願い叶えた神楽面 -高千穂-」（1998年4月13日） - 萩原大膳
  - 第27部 第23話「嫁と認めぬ頑固医者 -飯山-」（1999年8月23日） - 沖藤左内
  - 第28部 第23話「最強の敵現る！危うし白鷺城 -姫路-」（2000年8月21日） - 中山数馬
  - 第32部 第7話「臆病風を吹っ飛ばせ! -高岡-」（2003年9月8日） - 大森屋彦兵衛
  - 第33部 第7話「嘘を承知の親孝行 -大和郡山-」（2004年5月31日） - 儀兵衛
  - 第34部 第18話「剣友の濡れ衣を晴らせ -会津-」（2005年5月23日） - 大野伊十郎
  - 第35部 第1話「風雲急を告げる高松城 -江戸・水戸・高松-」（2005年10月10日） - 讃州屋長次郎
  - 第38部 第5話「暴れ若様まかり通る -和歌山-」（2008年2月4日） - 林田頼母
  - 第39部 第17話「闇夜に消えた? 女たち -防府-」（2009年2月16日） - 平川典膳
  - 第40部 第8話「ニセ黄門の大芝居! -盛岡-」（2009年9月14日） - 桑谷権兵衛
  - 水戸黄門 (BS-TBS版) 第5話「硯の里の仇討ち-雄勝-」(2017年11月1日)　- 浅野権太夫
- 火曜サスペンス劇場（NTV）
  - 校内暴力殺人事件－狙われた女教師（1982年） - 望月警部補
  - 産婦人科病院から消えた女（1987年） - 刑事
- 時代劇スペシャル（CX）
  - ザ・ヤジキタ（1982年） - 坂本竜馬
  - 髑髏検校 悪霊吸血鬼大奥連続怪死事件（1982年） - 鬼頭朱之介
  - 仕掛人・藤枝梅安 梅安晦日蕎麦（1983年） - 井坂右京
  - 清水次郎長　筑波おろし・義侠の仇討（1983年）- 長吉
  - 隠密くずれ 消えた大名行列（1983年） - 相馬因幡守
  - 暗殺指令（1984年）
  - 地獄の左門・十手無頼帖 声を盗まれた娘（1984年） - 島崎良平
  - 子連れ狼（1984年）
- 遠山の金さん（ANB / 東映）　※高橋英樹版
  - 第5話「江戸の華! 一番纏で一件落着」（1982年） - 梅吉
  - 第37話「炎の女! 死ぬのは奴らだ」（1982年） - 直吉
  - 第76話「愛か真か岐路に立つ女!」（1983年）- 長次
  - 第98話「人呼んで"桜吹雪の女"II」（1984年）- 清次
  - 第156話「魔女にされたおむすび屋お春!」（1985年）- 友吉
- 人生双六 塩かげん一代（1983年、KBS）
- 新・大江戸捜査網（TX / ヴァンフィル）
  - 第7話「鬼同心獄中の標的」（1984年） - 寺尾文蔵
  - 第17話「初恋 飛脚別れ唄」（1984年） - 浦部政之助
- 西部警察 PART-III 第36話「対決! マグナム44」（1984年、ANB / 石原プロ） - 中森雅人
- 長七郎江戸日記 第1シリーズ（NTV / ユニオン映画）
  - 第22話「狙われた姫君」（1984年） - 松田伊織
  - 第39話「旗本愚連隊」（1984年） - 榊新十郎
- 影の軍団IV（KTV / 東映）
  - 第7話「黒髪の処刑台」（1985年） - 山際栄之助
  - 第26話「消えた十三人の水夫」（1985年） - 島田伝八郎
- スーパーポリス 第15話「サヨナラ 素晴らしき男と女たち」（1985年、TBS / 東映）
- 特捜最前線 第465話「木曜日の暴行魔! 疑惑の単身警官待機寮」（1986年、ANB / 東映） - 市川良造巡査長
- スーパー戦隊シリーズ（ANB）
  - 超新星フラッシュマン 第33話「パパは負けない!」（1986年） - 大滝
  - 五星戦隊ダイレンジャー 第7話「裏切り者ォッ!」、第8話「おやじぃぃッ!」（1993年） - 鉄面臂張遼
- 雲霧仁左衛門（1987年、ANB）
- 新選組（1987年、ANB）
- 若大将天下ご免! 第22話「純情手裏剣、鬼ごろし!」（1987年、ANB / 東映） - 佐吉
- 仮面ライダーBLACK 第12話「超マシン伝説誕生」（1987年、MBS / 東映） - 大門明
- 三匹が斬る! シリーズ（ANB / 東映）
  - 三匹が斬る! 第20話「かごで行く 噂の名医は 吸血鬼」（1988年）- 医師・樂真院法眼
  - 続・三匹が斬る! 第7話「黒髪の、尼に乞われて用心棒」（1989年） - 早坂威一郎
  - 続続・三匹が斬る! 第7話「まぼろしの、父が恋しい夢芝居」（1990年） - 中西求馬（島田龍之介）二役
- 名奉行 遠山の金さん（ANB / 東映）
  - 第1シリーズ 第21話「消えた三万両!?」（1988年） - 勝田十三郎
  - 第4シリーズ 第14話「お目付け桜に惚れたひと」（1992年） - 大城屋
  - 第5シリーズ 第5話「嫁と舅とお目付桜」（1993年） - 大和屋嘉兵衛
  - 金さんVS女ねずみ 第16話「復讐!絵ローソクの謎」（1998年） - 乾兵馬
- 徳川家康（1988年、TBS / 東映） - 本多正信
- 年末時代劇スペシャル「五稜郭」（1988年、日本テレビ / ユニオン映画） - 大鳥圭介
- 織田信長（1989年、TBS / 東映） - 池田勝三郎
- 八百八町夢日記（NTV / ユニオン映画）
  - 第1シリーズ 第3話「盗人ざんげ」（1989年） - 五十嵐郷蔵
  - 第2シリーズ 第1話「偽りの花嫁」（1991年） - 羅宇屋・小平次
- 怪傑黒頭巾（1990年、TBS）
- 十七人の忍者（1990年10月10日、CX / 東映） - 見沼文蔵
- 寛永風雲録（1991年、NTV） - 荒木又右衛門
- 大逆襲! 四匹の用心棒 （1991年、テレビ朝日 / 東映） - 久坂十内
- 新選組 池田屋の血闘（1992年、TBS）
- 銭形平次 第2シリーズ 第11話「一度死んだ女」（1992年、CX / 東映） - 文吉 ＊北大路欣也版
- 風林火山（1992年、NTV / ユニオン映画）
- 独眼竜の野望 伊達政宗（1993年、ANB / 東映）
- 織田信長（1994年、TX / 東映） - 丹羽長秀
- 江戸の用心棒 第15話「大奥(秘)怨み節」（1994年、NTV / ユニオン映画） - 三浦刑部大輔
- 江戸を斬るVIII 第16話「幼馴染が悪の手先」（1994年、TBS / C.A.L） - 森戸要介
- 愛と野望の独眼竜 伊達政宗（1995年、TBS）
- ひらり又四郎危機一髪!（1995年、NTV） - 谷主水
- 刑事追う! 第17話「その妹」（1996年、TX / 東映）
- 南町奉行事件帖 怒れ!求馬 第6話「消えた女囚」（1997年、TBS / C.A.L） - 友次郎
- 新選組血風録 第1話「幕末最大の決闘! 池田屋斬り込み」（1998年、ANB / 東映） - 古高俊太郎
- 金曜エンタテイメント / お局探偵亜木子&みどりの旅情事件帳2（1998年、CX / 東宝） ‐ 白井圭祐
- 12時間超ワイドドラマ / 赤穂浪士（1999年、TX / 東映） - 梶川与惣兵衛
- 土曜ワイド劇場
  - 殺人の花客（1999年、ANB / 東映） - 山下警部補
  - 2000年の完全犯罪に挑む二人の女（2000年、ANB / 東映） - 古川敏男
- 南町奉行事件帖 怒れ!求馬II 第15話「疑惑の炎」（2000年、TBS / C.A.L） - 伊三郎
- 大江戸を駈ける! 第14話「危険な好奇心 -霊岸島-」（2001年、TBS / C.A.L） - 秋月仙之助
- ドラマ30 / 愛の110番（2003年、CBC） - 梶原剛平
- 大河ドラマ / 功名が辻（2006年、NHK） - 磯野員昌
- 逃亡者 おりん 第16話「闇を裂く柳生の剣」（2007年、TX / C.A.L） - 柳生陣十郎
- 坂の上の雲（2011年、NHK） - 奥保鞏
- 大河ドラマ / 八重の桜（2013年、NHK） - 二条斉敬
- 月曜ゴールデン / 守護神・ボディーガード 進藤輝3（2014年、TBS / アズバーズ） - 宮川昭夫
- 大岡越前2 第1話「町火消誕生」（2014年、NHK BSプレミアム / C.A.L） - 伊三郎
- 日曜プライム 復讐捜査〜警察犬と刑事の殺人追跡行〜（2018年） - 磯谷刑事

など

### 映画
伊吹新吾 名義
- 忍びの衆（1970年、大映）
- 兇状流れドス（1970年、大映）
- 喧嘩屋一代 どでかい奴（1970年、大映）
- 皆殺しのスキャット（1970年、大映）
- 新女賭博師 壺ぐれ肌（1971年、大映）
- 狐のくれた赤ん坊（1971年、大映）
- 秘録長崎おんな牢（1971年、大映）
- 海兵四号生徒（1971年、大映）
- 子連れ狼 死に風に向う乳母車（1972年、東宝）
- 子連れ狼 親の心子の心（1972年、東宝）
- 悪名 縄張荒らし（1974年、東宝）
- 無宿（1974年、東宝）
- ラグビー野郎（1976年、東映）

伊吹剛 名義
- 刑事物語 くろしおの詩（1985年、東宝）
- 暗号名 黒猫を追え!（1987年、プロダクションU）
- 修羅がゆく10 北陸代理決戦（1999年、東映ビデオ）- 南波組組長 南波哲治
- 極道三国志5 山陽道10年戦争（2000年、東映ビデオ）- 江藤徹
- 修羅のみち2 関西頂上決戦（2001年、東映ビデオ）- 宇津木金融社長 宇津木泰三
- 新・日本の首領II 非情篇（2004年、シネマパラダイス） - 高知・石渡組組長 石渡武治
- 喰いしん坊! 大喰い開眼篇（2007年8月公開、メディアワークス）
- 喰いしん坊! 大喰い苦闘篇（2007年8月公開、メディアワークス）
- マッドドッグ（2011年10月22日公開、オールインエテンタテインメント）
- 藁の楯（2013年4月公開、ワーナー・ブラザース映画） - 警察庁警備局警備課 高峰警視正
- 太陽の蓋（2016年7月16日公開、太秦）
- ウスケボーイズ（2018年10月公開、カートエンターテイメント）

### Vシネマ
- 新・第三の極道8 腐敗官僚VS裏盃の軍団（1998年、ミュージアム） - 藤堂組筆頭若頭補佐 湊川組組長 湊川政雄
- 首領への道シリーズ（1998年・2004年、GPミュージアム）
  - 首領への道1（1998年） - 島田組若頭 成田正次
  - 首領への道23,24,完結編（2004年） - 島田組若頭補佐 山本勝夫
  - 首領への道・外伝 白虎会見参（2004年） - 白虎会幹事長 大津峰夫
- 修羅の門（2005年） - 二代目大政組
- 誇り高き野望 1〜6（2005年、2006年 アネック） - 森田組 駒形好夫
- 不退の松葉 完結編（2006年） - 松葉会渉外対策委員長 橋本時雄
- 首領がゆく2（2006年） - 二代目真侠組若頭 葛西組組長 葛西欣也
- 実録･四国やくざ戦争 血戦 松山抗争勃発編（2007年） - 渡邊組組長 渡邊実
  - 実録・四国やくざ戦争 血戦2 松山抗争終結編（2007年）
- 関西極道 流血の抗争史 哀愁の刃編（2008年） - 五代目酒松組組長 谷内正人
- 修羅之魂1 侠客立志編（2008年） - 横須賀 稲澤会横須田一家総長代行 宮前宏志
- 修羅之魂2 激動渡世編（2008年） - 横須賀 稲澤会横須田一家六代目総長 宮前宏志
- 極道の紋章 第四章（2008年） - 飛田組若頭 黒田基樹
- 新・首領への道 シリーズ（2008年 - 2009年） - 板垣仁介
  - 新・首領への道1,2（2008年） - 鶴政組舎弟頭補佐
  - 新・首領への道3（2008年） - 鶴政組舎弟頭
  - 新・首領への道4（2009年） - 太鶴連合会常任相談役
  - 新・首領への道5（2009年） - 太鶴会
- 恐喝一代記（2008年） - 家畜振興組合理事長 秋吉道直
- 東京NEO魔悲夜1,2,3（2008年 - 2009年） - 警視庁 組織犯罪対策部 刑事長 花田龍正
- 九州激動の1520日 新・誠への道（2009年） - 二代目雄仁会副理事長 永峰組組長 永峰秀三
- 稲穂の無頼（2009年）全2作 - 蒼龍組上州吉村一家六代目総長 丹波武成
- 殺しの挽歌（2010年） - 両角組若頭 大道組組長 大道幸雄
- 新・日本暴力地帯 第二章（2010年） - 六代目大和田組黒田組会長 黒田義人
- 総長を護れ（2010年） - 六代目渋谷一家若頭 工藤組組長
- 裏盃の軍団（2010年） - 三代目山辰組直参 高広会会長 高原広重
- 実録・若頭（2010年） - 三代目山神組藤井組組長 藤井英明
- 悪(ワル)と呼ばれた男（2011年） - 住職
- 実録・侠魂（2011年） - 胴師
- 中京統一戦線（2012年）
- 傷だらけの侠達（2012年） - 山賀組系浜誠組組長
- 半グレvsやくざ2（2014年） - 鳳善次郎(焼き鳥屋の大将)
- 覇者の掟 第一章 - 第五章（2018年 - 2019年） - 竜仁会若頭補佐 木嶋組組長 木嶋紀文
- キングダム 〜首領になった男〜（2019年） - 島津組若頭 成瀬雅治
- 織田同志会 織田征仁 第八章 - 第十章 （2022年）- 上州 赤城組四代目総長 西 勝

など

### CM
- トヨタ・マークIIターボ （1982年）

## ディスコグラフィ

### MaxiシングルCD
- 太鼓馬鹿 / 俺とおまえは夫婦花(作詞:泉椿魚、作編曲:丸山雅仁　2009年10月21日、バップ)